# Odenheim
Odenheim ist ein Dorf im Landkreis Karlsruhe im Kraichgau, das 1974 nach Östringen eingemeindet wurde. Am Ort befand sich seit dem hohen Mittelalter das Kloster Odenheim, das bis zu seiner Aufhebung 1802/03 bedeutenden Einfluss auf die Entwicklung des Ortes nahm.

## Geografie
Odenheim liegt im Katzbachtal im Hügelland des Kraichgaus.

## Geschichte
Odenheim wurde als Otemheim 769 im Lorscher Codex erstmals erwähnt. Der Ort liegt an einer alten Römerstraße und war wohl bereits in germanischer Zeit Versammlungsort für Gauversammlungen.
In der fränkischen Siedlungszeit gingen von Odenheim als Zentralort verschiedene Siedlungsgründungen aus. Der bedeutendste dieser Siedlungsorte war einst Atzelberg, wo sich neben Wohngebäuden eine steinerne Kirche und eine Mühle befunden haben. Die frühen Ausbausiedlungen gingen wohl während der Ungarneinfälle 954 unter. Besondere Bedeutung hatte auch die auf dem nahen Greifenberg (früher Wigoldesberg) errichtete Großmotte Wigoldesberg, die im 10. und 11. Jahrhundert Sitz der Kraichgaugrafen war.
Ab dem 12. Jahrhundert war die Geschichte Odenheims eng verknüpft mit dem von den Grafen von Lauffen zunächst auf dem Wigoldesberg gegründeten Benediktinerkloster, dem späteren Ritterstift Odenheim, das umfangreiche Besitztümer in der Umgebung hatte und von dem die Gründung weiterer Orte und Klöster ausging. Das bedeutende Kloster führte zu einem Aufschwung des Ortes, der 1273 das Marktrecht erhielt und zu einem wichtigen Umschlagplatz für Vieh und landwirtschaftliche Produkte wurde. Das Stift erhielt 1290 das Recht, die städtischen Schultheißen zu ernennen.
Nach der Zerstörung des Klosters im Bauernkrieg 1525 wurde die Verwaltung des Klosterbesitzes in den Ort verlegt.
Odenheim kam aufgrund des Reichsdeputationshauptschlusses und der Auflösung des Hochstiftes Speyer 1803 an Baden und wurde von 1803 bis 1807 Sitz des Amtes Odenheim. Nach Auflösung des Amtes Odenheim gelangte Odenheim zum Oberamt Gochsheim, bis dieser wiederum 1813 aufgelöst wurde. Dadurch wurde Odesheim in den Zweiten Landamt Bruchsal überführt, aus dem später der Oberamt Bruchsal gebildet wurde. Das Oberamt wurde 1864 zum Bezirksamt und 1939 zum Landkreis Bruchsal umfirmiert. Dieser wurde schlussendlich aufgrund der Kreisreform zum 1. Januar 1973 aufgelöst.
Odenheim gehört seit dem 1. Januar 1974 zu Östringen und zählt rund 3700 Einwohner auf rund 2100 ha Fläche.

## Sehenswürdigkeiten

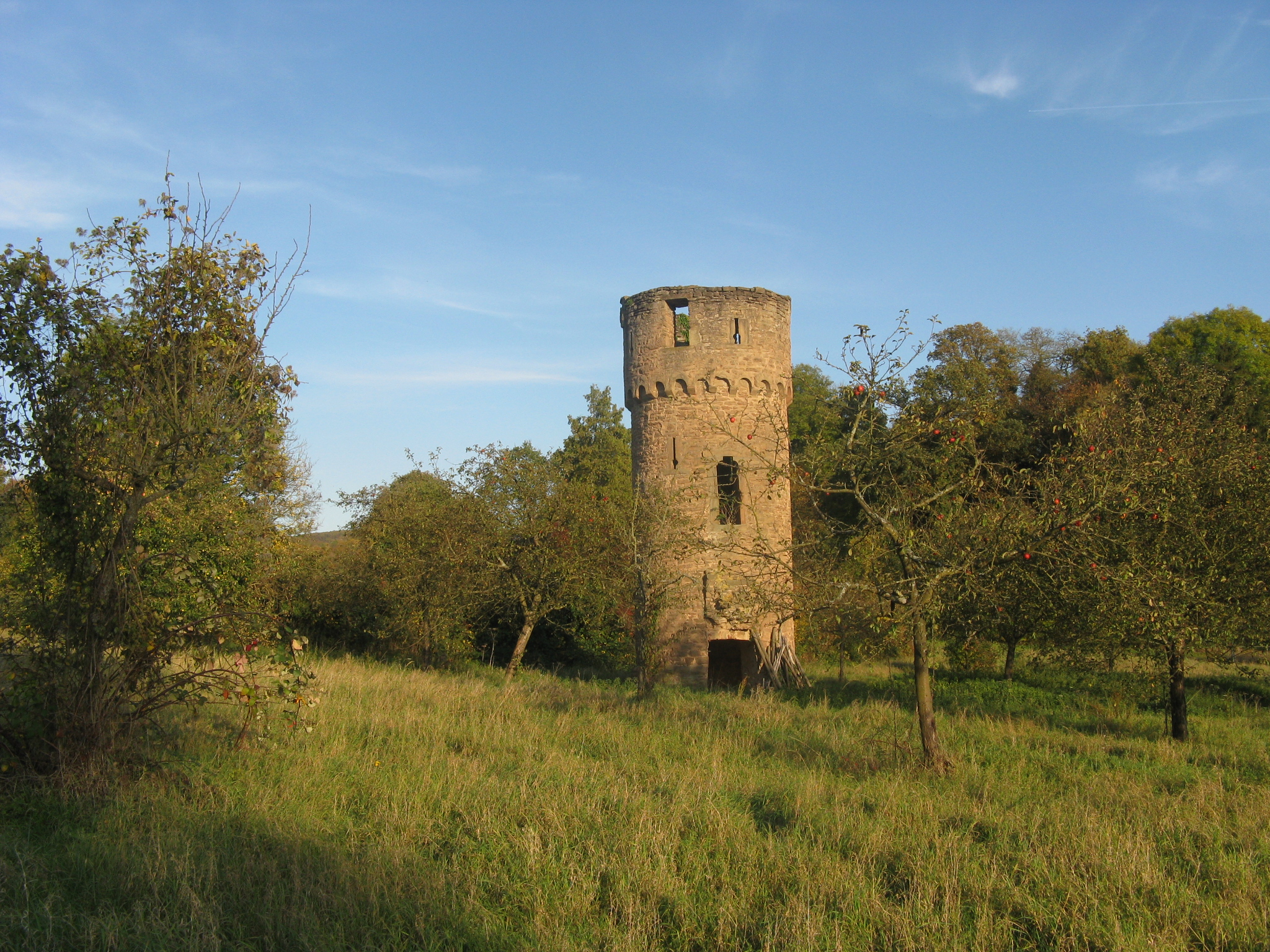
Turm des Klosters Odenheim

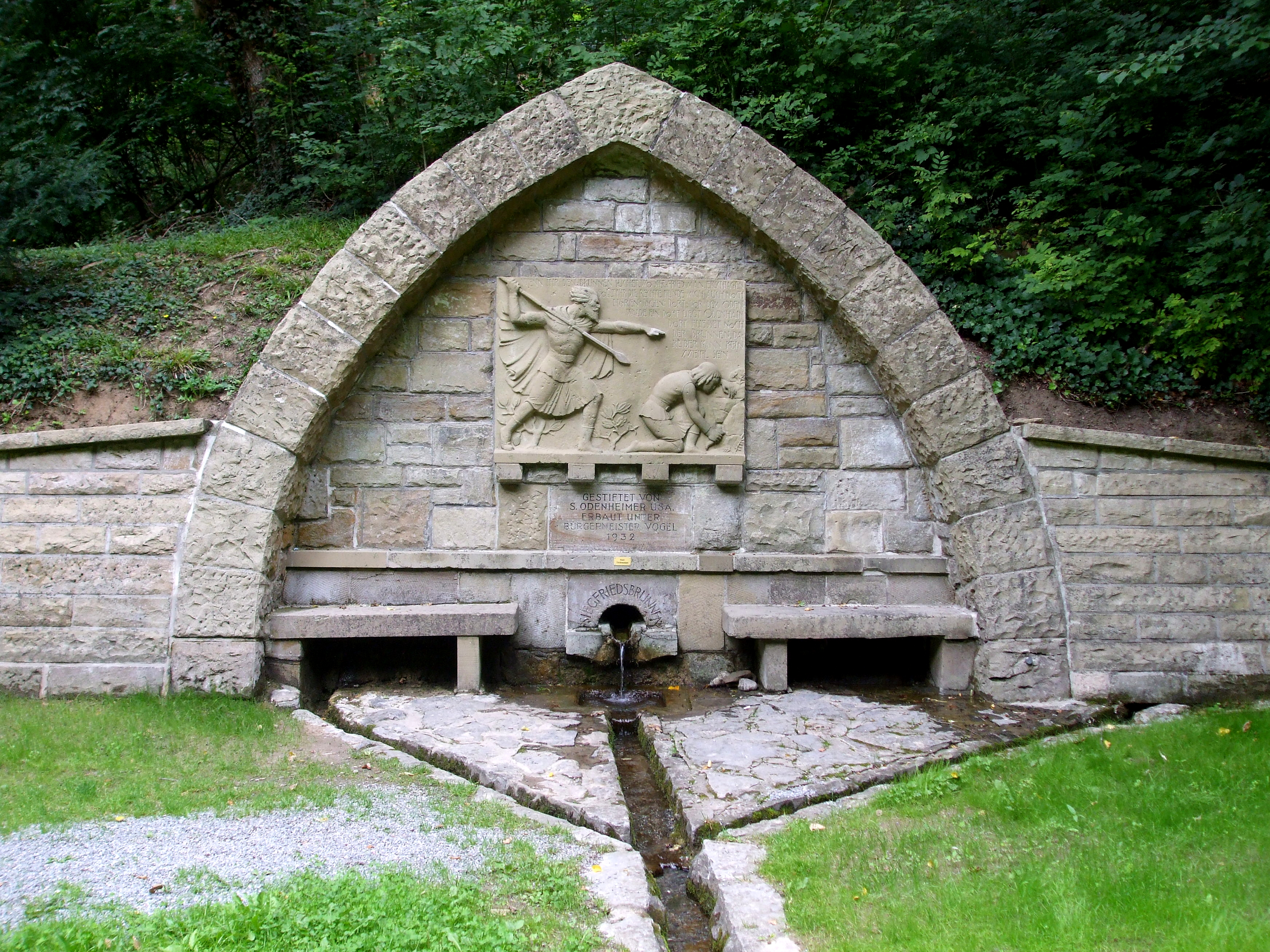
Historischer Siegfriedsbrunnen

- Die Pfarrkirche St. Michael in Odenheim ist eine im Jahr 1778 erbaute und im frühen 20. Jahrhundert erweiterte Barockkirche, die auf einem Hügel den Ort überragt. Die evangelische Dankeskirche in Odenheim wurde 1967 nach Plänen des Brettener Architekten Baumgärtner erbaut.
- Das Rathaus von Odenheim ist ein massiver Sandsteinbau von 1903 mit einer bemalten Fassade. Im Ort befinden sich außerdem zahlreiche historische Fachwerkgebäude sowie verschiedene Kleindenkmale wie Wegkreuze, Skulpturen und Brunnen.
- In der Unteren Klosterstrasse erinnert ein Gedenkstein an die ehemals dort befindliche Synagoge.
- Die Überreste des Benediktinerklosters Wigoldesberg im Bereich des Stifterhofs zwischen Odenheim und Eichelberg umfassen zwei Türme und ein Speichergebäude aus dem 15. Jahrhundert.
- Außerhalb von Odenheim befindet sich der Siegfriedsbrunnen, der die Handschrift C der Nibelungensage (Blatt 38, Strophe 1013, 1–4) aufgreift, in der ein Brunnen in Otenhaim als Tatort für die Ermordung Siegfrieds genannt wird.

## Verkehr
Odenheim verfügt als einziger Ortsteil der Gemeinde Östringen über einen Bahnhof, den Bahnhof Odenheim an der Katzbachbahn. Die Linie S 31 des Karlsruher Verkehrsverbundes (KVV) verkehrt mindestens stündlich, zu den Hauptverkehrszeiten alle 20 Minuten auf der Strecke Odenheim-Karlsruhe.

## Persönlichkeiten

### Ehrenbürger
- Josef Julius Siebold, Pfarrer in Odenheim 1909–1919, Bauherr bei der Erweiterung der Pfarrkirche

### Söhne und Töchter des Ortes
- Franz Georg Junghans (1755–1828), württembergischer und badischer Verwaltungsbeamter
- Carl Ludwig August Dänzer (1820–1906), badischer Freiheitskämpfer 1848/49, Mitglied der konstituierenden Landesversammlung, Begründer und Herausgeber deutschsprachiger Zeitungen in St. Louis, Missouri, USA
- Hermann Steinacker (1870–1944), Anarchist und Widerstandskämpfer gegen das NS-Regime
- Hermann Hecht (1877–1969), Schifffahrtsunternehmer, Generaldirektor des Rhenania-Konzerns
- Paul Stricker (1878–1956), Pädagoge und Mykologe
- Franz Hörner (1882–1944), Automobilrennfahrer
- Ludwig Basnizki (1885–1957), Gymnasialprofessor
- Günther Hepp (1909–1937), Erstbesteigung mit der Deutschen Himalaya–Expedition von drei Riesen: Simon (6545 m), Nepal Peak (7100 m), Siniolchu (6897 m); starb in einer Eislawine am Nanga Parbat
- Jakob Scheuring (1912–2001), deutscher Leichtathlet, Europameister 1938 im 4 × 100-m-Staffellauf
- August Vogel (1927–2015), Architekt, Erzbischöflicher Baudirektor